# آرتور هالینز (بازیکن فوتبال)
آرتور هالینز (انگلیسی: Arthur Hollins؛ زادهٔ) بازیکن فوتبال اهل بریتانیا است.
از باشگاه‌هایی که در آن بازی کرده‌است می‌توان به باشگاه فوتبال ساوت‌همپتون و باشگاه فوتبال والسال اشاره کرد.